# Erkki Latvala
Erkki Juhani Latvala, né le 20 août 1965 à Teuva, est un biathlète finlandais.

## Biographie
Erkki Latvala fait ses débuts internationaux dans la Coupe du monde en 1991 et y marque ses premiers points un an plus tard à Fagernes (10e). En 1993, il réalise une nouvelle performance en Norvège avec une septième place à Lillehammer, son meilleur classement dans une épreuve individuelle.
Aux Jeux olympiques d'hiver de 1994, il est 54e du sprint et cinquième du relais.
Son premier podium en relais intervient en 1995 à Lahti, où il est troisième.
Il court les compétitions internationales jusqu'au début de la saison 1996-1997.

## Palmarès

### Jeux olympiques d'hiver
| Épreuve / Édition   | Individuel | Sprint | Relais |
| ------------------- | ---------- | ------ | ------ |
| JO 1994 Lillehammer | -          | 54e    | 5e     |

### Coupe du monde
- Meilleur classement général : 52e en 1996.
- Meilleur résultat individuel : 7e.
- 2 podiums en relais : 2 troisièmes places.